# Asystasia richardsiae
Asystasia richardsiae är en akantusväxtart som beskrevs av Ensermu Kelbessa. Asystasia richardsiae ingår i släktet Asystasia och familjen akantusväxter. Inga underarter finns listade i Catalogue of Life.